# Bier in Andorra
Sinds 2007 wordt er bier in Andorra gebrouwen. In dat jaar is er in de plaats Ordino een microbrouwerij geopend. Het bier van deze microbrouwerij is Alpha genaamd en komt uit in 7 verschillende varianten. Het wordt gemaakt van water uit de beek de Cortinada. De hop die wordt gebruikt wordt ook in Andorra zelf verbouwd. De brouwerij heeft een maximale productiecapaciteit van 1000 liter per week. Sinds 2011 poogt men het bier op commerciële wijze de produceren en te verhandelen. Er vindt een bescheiden export plaats naar Spanje, maar de communautaire eisen die aan het product worden gesteld, bemoeilijken deze export.
Er heeft in het principaat een andere microbrouwerij bestaan, Xicota, die door de autoriteiten is gesloten omdat er niet aan de reglementaties werd voldaan.
Daarnaast staat Andorra bekend om de uiterst gunstige belastingtarieven, waardoor er een enorme handel plaatsvindt in importbier.